# Massimiliano Irrati
Massimiliano Irrati (* 27. Juni 1979 in Florenz) ist ein ehemaliger italienischer Fußballschiedsrichter.

## Leben
Massimiliano Irrati wurde in Florenz geboren und lebt in Pescia.
In der Saison 2011/12 gab Irrati sein Debüt in der Serie A, seitdem pfiff er dort mindestens 15 Partien pro Saison.
Irrati stand von 2017 bis 2024 auf der Liste der FIFA-Schiedsrichter und leitete internationale Partien. Sein erstes Spiel war ein Freundschaftsspiel zwischen San Marino und Andorra am 22. Februar 2017.
Ende April 2018 wurde Irrati von der FIFA als einer von 13 Video-Assistenten für die Fußball-Weltmeisterschaft 2018 in Russland berufen. Ein Jahr später fungierte er auch bei der Frauen-Weltmeisterschaft 2019 in Frankreich als Video-Assistent.
Im April 2024 wurde Irrati als Videoschiedsrichter für die Europameisterschaft 2024 in Deutschland nominiert. Er kam bei insgesamt 14 Partien zum Einsatz. Nach der EM beendete Irrati seine Karriere.